# Südostasienspiele 1979/Badminton – Herrenteam
Titelträger im Badminton wurden bei den Südostasienspielen 1979 in Jakarta in fünf Einzel- und zwei Mannschaftsdisziplinen ermittelt. Folgend die Ergebnisse im Herrenteam. Der Wettbewerb fand vom 22. bis zum 24. September 1979 statt.

## Zeitplan
| Datum         | Zeit  | Spiel                  |
| ------------- | ----- | ---------------------- |
| 22. September | 19:30 | Indonesien vs Thailand |
| 23. September | 19:30 | Malaysia vs Thailand   |
| 24. September | 19:30 | Indonesien vs Malaysia |

## Ergebnisse
| Platz | Team | Pld | W | L | MF | MA | MD | GF | GA | GD | PF | PA | PD | Pts |
| ----- | ---- | --- | - | - | -- | -- | -- | -- | -- | -- | -- | -- | -- | --- |